# Nemesiidae
Los nemésidos o nemesíidos (Nemesiidae) son una familia de arañas migalomorfas, y los únicos miembros de la superfamilia Nemesioidea. 
Fueron consideradas parte de la familia Dipluridae. Son arañas relativamente grandes, pardas, alargadas y con patas robustas.
Viven en madrigueras. 

## Géneros
- Acanthogonatus Karsch, 1880 (Sudamérica)
- Amblyocarenum Simon, 1892 (Cuenca del.Mediterráneo)
- Aname L. Koch, 1873 (Australia)
- Atmetochilus Simon, 1887 (Myanmar)
- Brachythele Ausserer, 1871 (Estados Unidos, Europa)
- Calisoga Chamberlin, 1937 (Estados Unidos)
- Chaco Tullgren, 1905 (Sudamérica)
- Chenistonia Hogg, 1901 (Australia)
- Chilelopsis Goloboff, 1995 (Chile)
- Damarchus Thorell, 1891 (India, Malasia)
- Diplothelopsis Tullgren, 1905 (Argentina)
- Entypesa Simon, 1902 (Madagascar, Sudáfrica)
- Flamencopsis Goloboff, 1995 (Sudamérica, Sudáfrica)
- Hermacha Simon, 1889 (Brasil)
- Hermachura Mello-Leitão, 1923 (Brasil)
- Ixamatus Simon, 1887 (Australia)
- Kwonkan Main, 1983 (Australia)
- Lepthercus Purcell, 1902 (Sudáfrica)
- Longistylus Indicatti & Lucas, 2005 (Brasil)
- Lycinus Thorell, 1894 (Chile, Argentina)
- Merredinia Main, 1983 (Australia)
- Mexentypesa Raven, 1987 (México)
- Namea Raven, 1984 (Australia)
- Nemesia Audouin, 1826 (Europa, África, Cuba, China)
- Neostothis Vellard, 1925 (Brasil)
- Pionothele Purcell, 1902 (Sudáfrica)
- Prorachias Mello-Leitão, 1924 (Brasil)
- Pselligmus Simon, 1892 (Brasil)
- Pseudoteyl Main, 1985 (Australia)
- Pycnothele Chamberlin, 1917 (Sudamérica)
- Rachias Simon, 1892 (Brasil, Argentina)
- Raveniola Zonstein, 1987 (Turquía a China, Rusia)
- Sinopesa Raven & Schwendinger, 1995 (China, islas Ryūkyū)
- Spiroctenus Simon, 1889 (Sudáfrica)
- Stanwellia Rainbow & Pulleine, 1918 (Nueva Zelanda, Australia)
- Stenoterommata Holmberg, 1881 (Sudamérica)
- Swolnpes
- Teyl Main, 1975 (Australia)
- Teyloides Main, 1985 (Australia)
- Xamiatus Raven, 1981 (Australia)
- Yilgarnia Main, 1986 (Australia)